# 玻里維亞麗體魚
玻里維亞麗體魚，為輻鰭魚綱鱸形目隆頭魚亞目慈鯛科的其中一種，分布於南美洲馬德雷德迪奧斯河、馬莫雷河及瓜波雷河流域，體長可達10.7公分，棲息在水質混濁的淺水域，生活習性不明。

## 擴展閱讀
維基物種上的相關：玻里維亞麗體魚